# Titus Buberník
Titus Buberník (Pusté Úľany, 12 ottobre 1933 – 27 marzo 2022) è stato un calciatore cecoslovacco, di ruolo difensore.

## Palmarès

### Club

#### Competizioni nazionali
- Campionato cecoslovacco: 1

Inter Bratislava: 1958-1959

#### Competizioni internazionali
- Coppa Piano Karl Rappan: 2

Inter Bratislava: 1962-1963, 1963-1964